# Руфий Синезий Адириан
Руфий Синезий Адириан (лат. Rufius Synesius Hadirianus) — политический деятель раннего Средневековья (V век) при короле Одоакре.
Его имя известно лишь по надписи на предназначавшемся ему сидении в амфитеатре Флавиев. Согласно надписи, он был префектом Рима.
В этой надписи помимо него упоминаются ещё и консул 472 года Руфий Постумий Фест и префект Рима Руфий Валерий Мессала, с которыми, по-видимому, он был связан. Возможно, как-то связан и с Флавием Синезием Геннадием Павлом, префектом Рима при Антемии